# Mount Lorne
Pour les articles homonymes, voir Mount et Lorne.
Circonscription électorale territoriale du Canada
Mount Lorne est une ancienne circonscription électorale territoriale de l'Assemblée législative du Yukon, territoire du Canada.
Durant la redistribution électorale en 2009, Mount Lorne s'est associé avec la circonscription voisine du Lac-Southern afin de créer Mount-Lorne-Lac-Southern.

## Liste des députés
|  | 1992 - 1996 | Lois Moorcroft (en) | Néo-Démocrate |
|  | 1996 - 2000 | Lois Moorcroft (en) | Néo-Démocrate |
|  | 2000 - 2002 | Cynthia Tucker      | Libéraux      |
|  | 2002 - 2006 | Steve Cardiff       | Néo-Démocrate |
|  | 2006 - 2011 | Steve Cardiff       | Néo-Démocrate |
|  | 2011        | Aucun               | Vacant        |